# Швидкісна дорога S17 (Польща)
Швидкісна дорога S17 – швидкісна дорога Варшава – Гребенне (кордон з Україною), що будується вздовж європейської траси E372. В майбутньому сполучатиме Варшавську агломерацію з Люблінською і далі через Замостя веде до Львова. Називається Люблінське шосе (пол. Szosą Lubelską). 
Ділянка між Курівом і Пясками (спільна зі швидкісною дорогою S12) утворює головну транспортну вісь у Люблінському воєводстві. На початковій ділянці (від S8 до A2) дорога має складати Східну об’їзну дорогу Варшави, та частину Експрес об’їзну Варшави. Маршрут S17 наразі (січень 2021 р.) з’єднує Варшаву (розв’язка Любельська) з П’ясками (завершення будівництва планується після 2026 р.).

## Існуючі ділянки

### Варшава (Любельська) – Колбель
Довжина: близько 20 км. Епізод був введений в експлуатацію в липні 2020 року, однак він набув актуальності після введення в експлуатацію частини траси S2.

### Кольбіль-Гарволін
Довжина: 13 км. Договір на будівництво ділянки підписано 27 січня 2016 року. Дільниця введена в експлуатацію 23 грудня 2019 року.

### Гарволінський обхід
Довжина: 12,8 кілометра ; відкрито 26 вересня 2007 року.

### Гарволін – кордон мазлубських воєводств.
Довжина: 25,2 км. Договір на будівництво підписано 22 вересня 2015 року. Введено в експлуатацію 4 липня 2019 року.

### Кордон воєводства – роз'їзд Скрудки
Довжина: 20,17 км. Введено в експлуатацію у дві дати:
- Кордон воєводства – розв'язка Рики північ, протяжність 5 км; 4 липня 2019 р.
- Розв'язка Рики північ – розв'язка Скрудкі, протяжність - близько 15 км; 6 вересня 2019 р.

### Скрудки – Куров Захід
Довжина: 13,2 км, зданий в експлуатацію 19 червня 2019 року.

### Куров Захід. – «Люблінський Славинець»
Довжина: 32,4 кілометра ; спільний розділ із S12:
- Куров Захід – Ясткув довжиною 24,7 кілометра ; відкрито 28 травня 2013 р.
- Ясткув – «Люблінський Славинець» довжиною 7,7 кілометра ; відкритий 25 вересня 2014 року разом з міською частиною, що формує новий в’їзд до Любліна.

### Люблінський обхід
Довжина: 23 км. Він складається з двох розділів:
- «Люблінський обхід» – «Люблін Рудник» (10.2 кілометрів; північний обхід Любліна, спільна ділянка з S12 і S19), відкрита 31 жовтня 2014 р.
- Люблін Рудник – Люблін Фелін (12.8 кілометрів; східний обхід Любліна, ділянка спільна з S12), відкрита 15 жовтня 2014 р.

### Люблін Фелін – Piaski Wsch.
Довжина: 18,0 кілометрів; секція спільна з S12, складається з двох секцій:
- Фелін обхід – Західні піски. довжиною 13,8 км відкрита для руху 21 грудня 2012 року, як швидкісна дорога 11 липня 2013 року,
- Пясків обхід (Piaski Zach. – Piaski Wsch.) довжиною 4,2 кілометра ; відкрита 11 жовтня 2004 року, як швидкісна дорога 11 липня 2013 року.

## Дивись також
- Автошлях E372
- Південна обхідна дорога Варшави